# Arsenal VG-70
Die Arsenal VG-70 war ein französisches Pfeilflügelversuchsflugzeug der Arsenal de l’Aéronautique.

## Geschichte
Das Flugzeug startete am 23. Juni 1948 zum Jungfernflug. Die VG-70 war eine direkte Ableitung der deutschen Messerschmitt P.1092, welche ab 1943 als Projekt entworfen, jedoch nie gebaut worden war. Die eindeutige Ähnlichkeit beider Entwürfe, die vergleichbaren Abmessungen sowie die Verwendung eines deutschen Jumo-004-Strahltriebwerkes legen diesen Schluss nahe. Außerdem wurden 1943 von den Messerschmitt-Mitarbeitern Windkanalversuche mit der P.1092 im französischen Windkanal Chalais-Meudon durchgeführt. Unterlagen zu diesem Projekt müssen nach dem Krieg französischen Konstrukteuren, so beispielsweise Jean Galtier, welcher später die Nord 1500 Griffon II entwarf, vorgelegen haben.

## Konstruktion
Die VG-70 war ein freitragender Mitteldecker in Ganzmetallbauweise mit einziehbarem Dreiradfahrgestell. Das Triebwerk war weitestgehend im Rumpf unterhalb der Tragflächen untergebracht. Der Lufteinlauf war halbmondförmig ausgebildet und begann hinter dem Cockpitabschluss auf der unteren Rumpfseite. Im vorderen sehr schlanken Rumpf waren das Cockpit und das Bugfahrwerk untergebracht. Das Normalleitwerk bildete den Rumpfabschluss. Das breitspurige Hauptfahrwerk war an den Tragflächen befestigt und fuhr nach innen in die Flächen ein. Die um 35° gepfeilten Tragflächen entsprachen weitestgehend den damaligen Entwürfen von Messerschmitt.

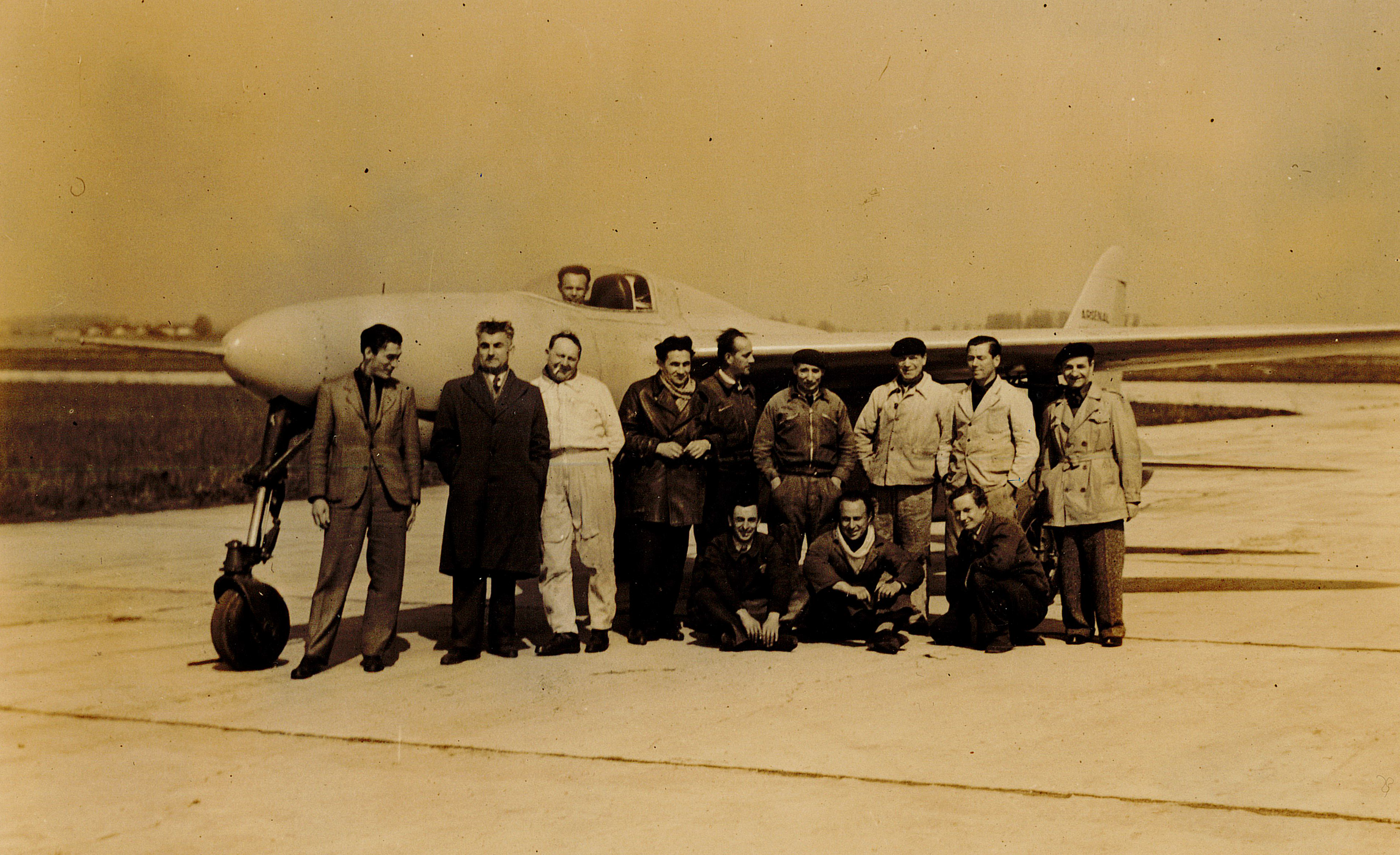
Team von Ingenieuren und Technikern beim Arsenal-Prototyp VG.70.01

## Technische Daten
| Kenngröße             | Daten Arsenal de´l Aéronautique VG-70        |
| --------------------- | -------------------------------------------- |
| Besatzung             | 1                                            |
| Länge                 | 8,5 m                                        |
| Spannweite            | 9,7 m                                        |
| Höhe                  | ? m                                          |
| Flügelfläche          | 15 m²                                        |
| Flügelstreckung       | 6,3                                          |
| Flächenbelastung      | 226 kg/m²                                    |
| Leermasse             |                                              |
| Startmasse            | 3.393 kg                                     |
| Höchstgeschwindigkeit | 900 km/h (in 7.000 m Höhe)                   |
| Dienstgipfelhöhe      | 10.670 m                                     |
| Reichweite            |                                              |
| Triebwerke            | ein Junkers Jumo 004 B-2 mit 890 kp (8,7 kN) |